# Ауцате (Новара)
Ауцате је насеље у Италији у округу Новара, региону Пијемонт.
Према процени из 2011. у насељу је живело 273 становника. Насеље се налази на надморској висини од 420 м.